# János Boldóczki
János Boldóczki (* 22. August 1912 in Tótkomlós, Komitat Békés; † 14. Dezember 1988 in Budapest) war ein ungarischer Diplomat und Politiker der Ungarischen Kommunistischen Partei MKP (Magyar Kommunista Párt), der Partei der Ungarischen Werktätigen MDP (Magyar Dolgozók Pártja) sowie später der Ungarischen Sozialistischen Arbeiterpartei MSZMP (Magyar Szocialista Munkáspárt), der Botschafter in verschiedenen Staaten und zeitweise Außenminister war.

## Leben
Boldóczki verließ nach fünf Schuljahren als Elfjähriger die Grundschule und arbeitete danach bis 1945 als Tagelöhner sowie Landarbeiter. Anfang der 1930er Jahre begann sein politisches Engagement, als er von 1932 bis 1933 Sekretär der Ungarischen Sozialdemokratischen Partei MSZDP (Magyarországi Szociáldemokrata Párt) in seiner Geburtsstadt Tótkomlós war. 1944 trat er als Mitglied der Ungarischen Kommunistischen Partei MKP (Magyar Kommunista Párt) bei.
Nach Ende des Zweiten Weltkrieges wurde er 1946 Sekretär der MKP in Tótkomlós und war nach einer sechsmonatigen Ausbildung an einer Parteischule in Budapest bis 1948 Sekretär der MKP in Békéscsaba. Nach der Vereinigung der MKP und der MSZDP zur Partei der Ungarischen Werktätigen MDP (Magyar Dolgozók Pártja) am 12. Juni 1948 wurde er Mitarbeiter der Kaderabteilung des Zentralkomitees (ZK) der neuen Partei und später Leiter dieser Abteilung. Daneben fungierte er als Generalsekretär der Demokratischen Allianz der Slowaken in Ungarn (Magyarországi Szlovákok Demokratikus Szövetsége).
Bei der Wahl vom 15. Mai 1949 wurde Boldóczki als Kandidat auf der gemeinsamen Liste der Ungarischen Unabhängigen Volksfront MFN (Magyar Függetlenségi Népfront) und der Patriotischen Volksfront HNF (Hazafias Népfront) als Abgeordneter in das Ungarische Parlament (Országgyűlés) gewählt und vertrat in diesem das Komitat Békés.
1950 trat er als Diplomat in den auswärtigen Dienst ein und wurde Botschafter in der Tschechoslowakei. Am 4. Juli 1953 wurde er Nachfolger von Erik Molnár als Außenminister und behielt dieses Ministeramt bis zu seiner Ablösung am 30. Juli 1956 durch Imre Horváth, den bisherigen Präsidenten des Instituts für Kulturverbindungen und vorherigen Botschafter in der Tschechoslowakei. Während dieser Zeit war er vom 30. Mai 1954 bis zum 28. Oktober 1956 auch Mitglied des Zentralkomitees (ZK) der MDP.
Nach seiner Entlassung als Außenminister wurde Boldóczki im August 1956 Botschafter in der Sowjetunion und war dort bis zu seiner Abberufung im Mai 1960 tätig. Daneben war er zwischen April und August 1957 auch als Botschafter in der Mongolischen Volksrepublik akkreditiert.
Im November 1960 wurde er nach seiner Rückkehr Direktor eines Zuchtbetriebes der Nationalen Geflügelproduktionsgenossenschaft sowie später von 1970 bis zu seinem Eintritt in den Ruhestand stellvertretender Leiter der Handels- und Konsumgenossenschaft von Budapest.